# Ланцендёрфер, Йозеф
Йозеф Ланцендёрфер (нем. Josef Lanzendörfer; 24 марта 1907, Марианске-Лазне, Цислейтания — 7 октября 1982, Берхтесгаден, Бавария) — чехословацкий бобслеист. Участник зимних Олимпийских игр 1936 года, серебряный призёр чемпионата мира 1935 года.

## Биография
Йозеф Ланцендёрфер родился 24 марта 1907 года в австро-венгерском городе Марианске Лазне (сейчас в Чехии).
Выступал в соревнованиях по бобслею за Главную ассоциацию немецких клубов по зимним видам спорта.
В 1935 году завоевал серебряную медаль на чемпионате мира в Игльсе в соревнованиях двоек, выступая вместе с Карелом Ружичкой.
В 1936 году вошёл в состав сборной Чехословакии на зимних Олимпийских играх в Гармиш-Партенкирхене. В соревнованиях двоек вместе с Карелом Ружичкой заняли 20-е место, показав по сумме четырёх заездов результат 6 минут 9,70 секунды и уступив 40,41 секунды завоевавшим золото Айвену Брауну и Элу Уошбонду из США. В соревнованиях четвёрок чехословацкий экипаж, в который также входили Эвальд Менцл, Роберт Цинтел и Карел Ружичка, не смог завершить первый заезд.
Умер 7 октября 1982 года в западногерманском городе Берхтесгаден.